# Планина (община Айдовшчина)
Вижте пояснителната страница за други значения на Планина.
Планина (на словенски: Planina) е село в Словения, регион Горишка, община Айдовшчина. Според Националната статистическа служба на Република Словения през 2015 г. селото има 470 жители.